# Inhibidor de la acetilcolinesterasa
El inhibidor de la acetilcolinesterasa, inhibidor de la colinesterasa, anticolinesterasa o anticolinesterásico es un compuesto químico farmacológico que inhibe la enzima colinesterasa impidiendo que se destruya la acetilcolina liberada, produciendo como consecuencia un aumento en la concentración y en la duración de los efectos del neurotransmisor.

## Usos clínicos
Los inhibidores de la acetilcolinesterasa se encuentran en venenos de la naturaleza, por lo que son usados como armas químicas de diferentes variedades. En la medicina humana y animal, se usan para el tratamiento de la miastenia gravis aumentando la transmisión neuromuscular, en la enfermedad de Alzheimer y como antídoto contra el emponzoñamiento anticolinérgico.

## Clasificación

### Inhibidores reversibles
Son compuestos cuya función es la de actuar como inhibidores competitivos y no competitivos reversibles de los sitios de unión de la colinesterasa y son los que tienen las mayores ventajas terapéuticas. Entre ellos se incluyen:
- Carbamatos:
  - Fisostigmina
  - Neostigmina
  - Piridostigmina
  - Ambenonium
  - Demarcarium
  - Rivastigmina
- Derivados de la fenantrina:
  - Galantamina
- Piperidinas:
  - Donepezil, conocido también como E2020
- Tacrina, conocido también como tetrahidroaminoacridina (THA)
- Edrofonio
- Fenotiazinas

#### Comparación
| Inhibidor      | Duración | Sitio de acción principal    | Uso clínico                                                                                  | Efectos adversos   |
| -------------- | -------- | ---------------------------- | -------------------------------------------------------------------------------------------- | ------------------ |
| Edrofonio      | corta    | unión neuromuscular          | diagnóstico de miastenia gravis                                                              |                    |
| Neostigmina    | mediana  | unión neuromuscular          | - Revertir bloqueo neuromuscular (intravenoso) - Tratamiento miastenia gravis (por vía oral) | visceral           |
| Fisostigmina   | mediana  | parasimpático postganglionar | tratamiento de glaucoma (colirio)                                                            |                    |
| Piridostigmina | mediana  | unión neuromuscular          | - Tratamiento miastenia gravis (por vía oral)                                                |                    |
| Dyflos         | larga    | parasimpático postganglionar | históricamente en el tratamiento de glaucoma (colirio)                                       | tóxico             |
| Ecotiopato     | larga    | parasimpático postganglionar | tratamiento de glaucoma (colirio)                                                            | efectos sistémicos |
| Paratión       | larga    |                              | ninguna                                                                                      | tóxico             |

### Inhibidores Cuasiirreversibles
Son compuestos que funcionan como inhibidores cuasi-irreversibles de la colinesterasa y son usados como armas químicas e insecticidas. Estas incluyen:
- Organofosforados:
  - Ciclosarín
  - Diazinón
  - Dimetoato
  - Diisopropil fluorofosfato
  - Ecotiofato
  - Malatión
  - Metrifonato (irreversible)
  - Paratión
  - Sarín
  - Somán
  - Tabún
  - VX
  - VE
  - VG
  - VM
- Carbamatos:
  - Aldicarb
  - Bendiocarb
  - Bufencarb
  - Carbaril
  - Carbendazim
  - Carbetamida
  - Carbofurano
  - Carbosulfan
  - Clorbufam
  - Cloroprofam
  - Etiofencarb
  - Fenmedifam
  - Formetanato
  - Metiocarb
  - Metomilo
  - Oxamil
  - Pinmicarb
  - Pirimicarb
  - Propamocarb
  - Profam
  - Propoxur
- Inhibidores atípicos:
  - Onchidal
  - Cumarina

### Compuestos naturales (suplementos)
- Huperzina A
- Galantamina

### Inhibidores experimentales
- Acotiamida

## Efectos
Algunos de los efectos principales de las anti-colinesterasas incluyen:
- Acciones sobre el sistema nervioso parasimpático causando bradicardia, hipotensión, hipersecreción glandular, broncoconstricción, hipermotilidad del tracto gastrointestinal y disminución de la presión intraóptica.
- Síndrome de SLUDGE (SLUDGE syndrome).
- Acciones en la unión neuromuscular causando una prolongada contracción muscular.